# Dopravní podnik měst Liberce a Jablonce nad Nisou
Dopravní podnik měst Liberce a Jablonce nad Nisou (DPMLJ) – spółka akcyjna będąca operatorem miejskiego transportu publicznego w Libercu i w Jabloncu nad Nysą. Przedsiębiorstwo w obecnej formie prawnej powstało 1 kwietnia 1993 r., jego siedziba znajduje się przy ulicy Mrštíkovej 920/12 w Libercu. W latach 1993–2010 nazwa firmy brzmiała Dopravní podnik města Liberce, od 21 października 2010 r. do 10 listopada 2010 r. Dopravní podnik měst Liberec a Jablonec nad Nisou, a 10 listopada zmieniono nazwę na obecnie obowiązującą. Do 2010 r. jedynym akcjonariuszem spółki było miasto Liberec, współcześnie drugim akcjonariuszem jest miasto Jablonec nad Nysą.
W 2018 r. DPMLJ obsługiwały 70 linii autobusowych o całkowitej długości 642 km i 4 linie tramwajowe o całkowitej długości 37 km. Według stanu z 2018 r. DPMLJ dysponował 139 autobusami i 59 tramwajami, które w ciągu roku przewiozły prawie 42 miliony pasażerów.

## Struktura organizacyjna
Stan z maja 2020 r.

### Rada dyrektorów
- Przedstawiciel rady: Michal Zděnek
- Zastępca: Martin Pabiška
- Członek rady: Václav Sosna

### Rada nadzorcza
- Przewodniczący: Petr Židek
- Członkowie: Robert Korselt, Jakub Macek, Jan Puhal, Jiří Řádek, Josef Šedlbauer, Jaroslav Šída, Jiří Šolc